# Romet Wigry

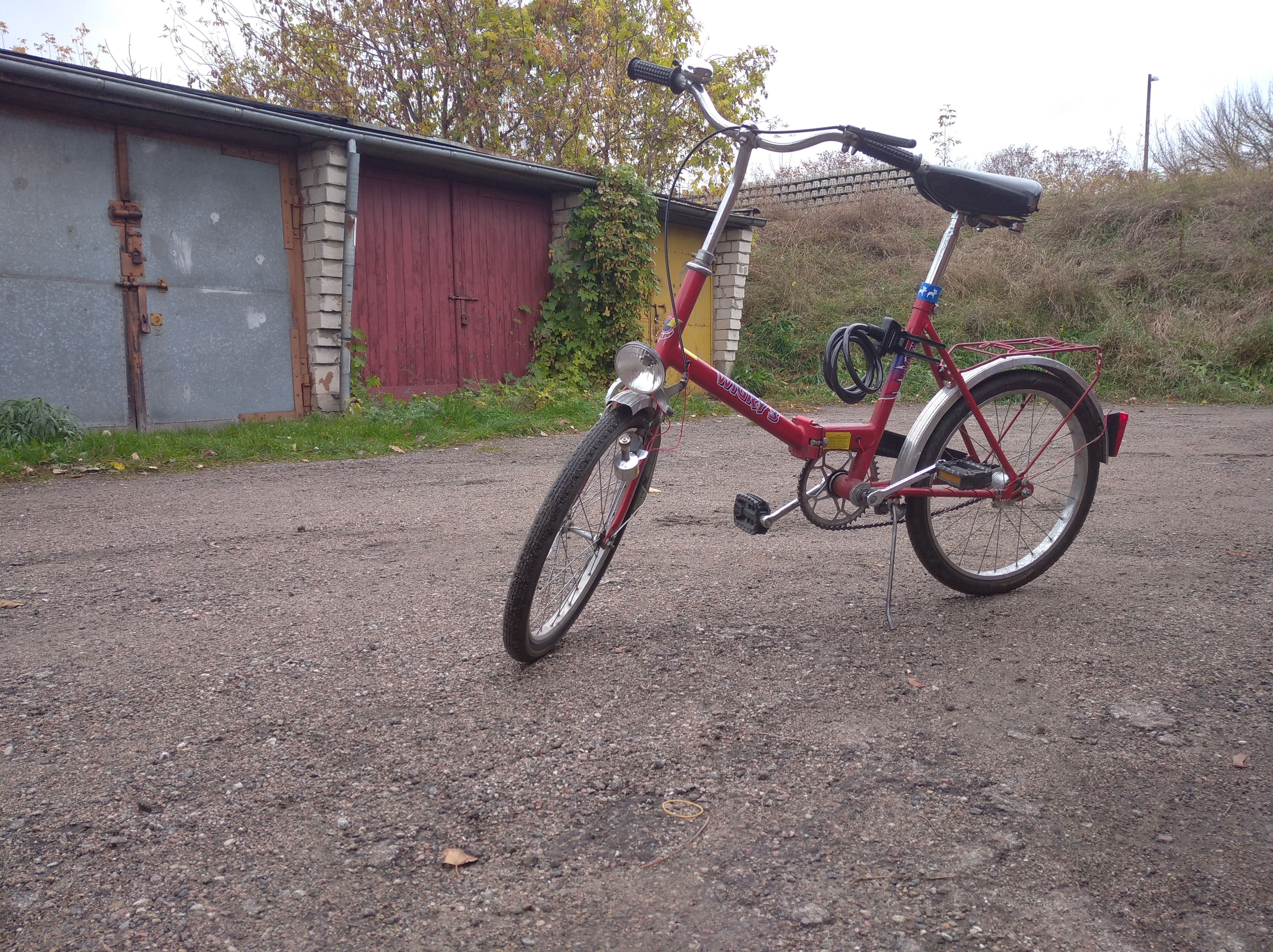
Romet Wigry 3 1993

Romet Wigry – rodzina małych rowerów składanych produkowanych w fabryce rowerów Romet w Bydgoszczy.
Rower składany był w połowie ramy, za pomocą zawiasu. Operacja złożenia polegała na przekręceniu dźwigni o 90 stopni i wysunięciu śruby blokującej z gniazda – wówczas rower składał się na pół.
W niektórych egzemplarzach zamiast dźwigni był bolec, do złożenia roweru na pół wystarczyło poluźnić nakrętkę blokującą i wysunąć śrubę z gniazda.
Po opuszczeniu siodła i kierownicy w najniższą pozycję (lub ich wyjęciu całkowitym) stawał się dużo łatwiejszy w transporcie.
Okres swojej największej popularności osiągnął w latach 70. XX w. Rowery te produkowano aż do upadku zakładów Romet w 1998 roku. Ostatnie serie miały czarne dynamo wykonane częściowo z plastiku, płaską, okrągłą lampkę przednią, tylną prostokątną, czerwoną lampkę zasilaną dynamo oraz siodło z gumy piankowej pozbawione sprężyn, a także numery seryjne wybijane pod suportem.

## Modele
Wigry (1973 – ~1976) – Pierwsza wersja Wigry. Początkowe roczniki posiadały napis Wigry w formie szablonu lub małej naklejki papierowej. Niedługo później zostały one jednak zamienione zwyczajną naklejką w typowym dla modelu stylu graficznym. Cechami charakterystycznymi tej wersji były:
- narzędzia spakowane w etui z tworzywa sztucznego, chowane w tylnej części ramy po otwarciu zawiasu.
- naklejka symbolizująca umieszczenie narzędzi w środku ramy
- siodełko skórzane lub „Mertens”
- błotniki potocznie zwane trapezowymi
- w pełni metalowy dzwonek
- dynamo z wciskanym mechanizmem I chromowaną osłoną
- lampa przednia biała oraz tylna tzw. „pchełka” montowana na wsporniku zgrzewanym z trójkątem ramy. Na błotniku tylnym okrągły odblask produkcji S.I. Solidarność.
- obręcze kół tzw. „trapezowe”
- biała osłona łańcucha
- wysoka kierownica
- niska główka ramy
- podwójne mocowanie pompki
- opony Stomil Antilope czarne lub z jasnym bokiem
- chromowana nakładka widelca
- rzadko zdarzające się obręcze fabrycznie malowane na kolor szary

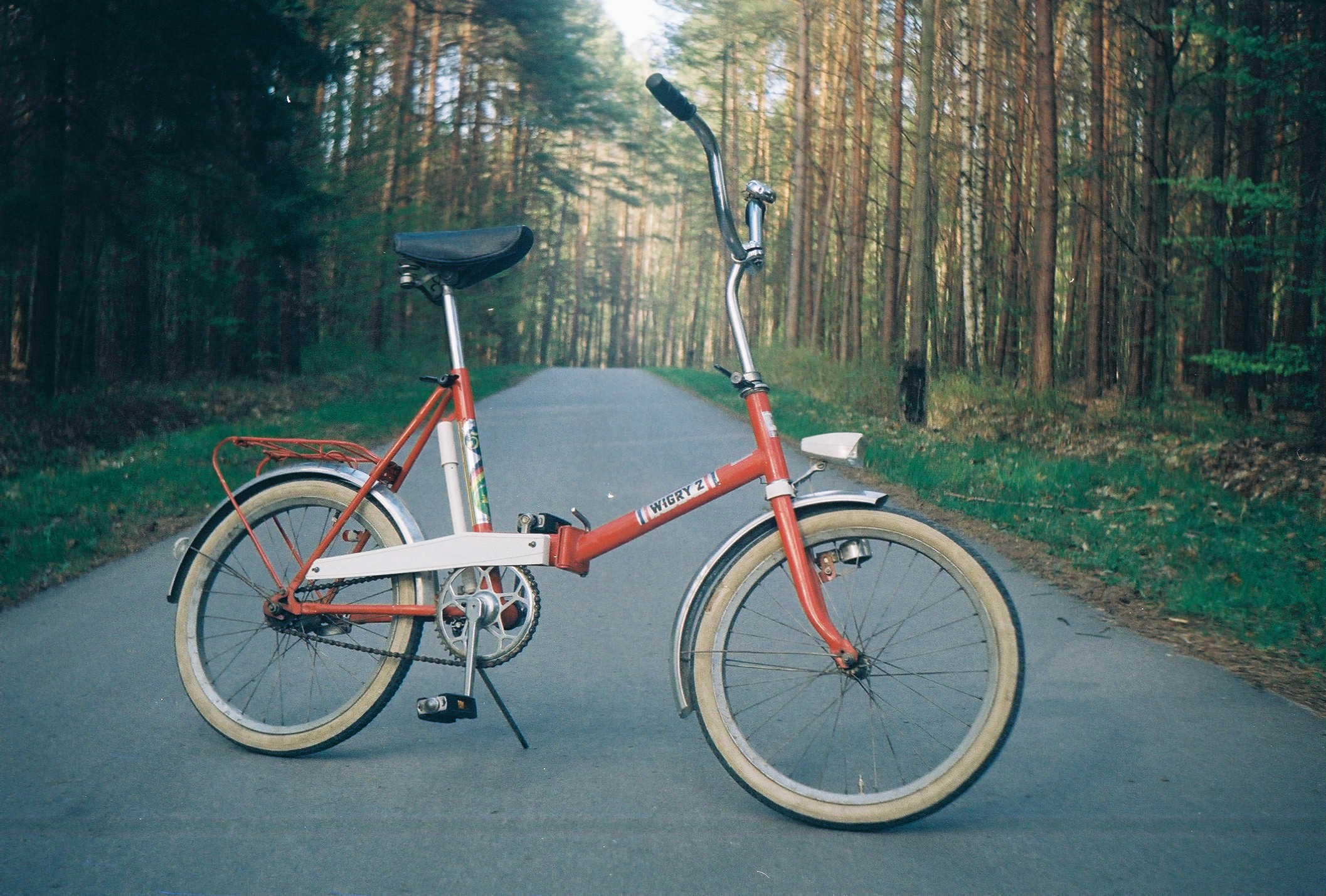
Wigry 2 1975

Wigry 2 (typ 3250) (~1975 – 1979) – Zadebiutowała z okazji rocznicy 50 lecia marki Romet poprzez wersje tzw. Jubileuszowe wypuszczone w roku 1975. Różnice odróżniające ten model od „poprzednika”:
- inna naklejka modelowa
- siodełka „Mertens” lub wczesne „Romet”
- od około 1977 roku w zrezygnowano z lampki pchełki, jej mocowania oraz odblasku tylnego na rzecz lampki zwanej „Łezką”
- Od roku 1976 stosowano nakładkę widelca w kolorze białym wykonaną z tworzywa

Wigry 3 (typ 3254) (1979 – ~1998) – Jest to kolejne rozwinięcie pierwotnej wersji, produkowany był zdecydowanie najdłużej i przeszedł najwięcej modernizacji. W pierwotnej wersji odróżniał się od Wigry 2:
- Nowym typem zawiasu
- hamulcem szczękowym na przednie koło
- odblaskami montowanymi na koła
- wysoka główką ramy
- narzędziami montowanymi w plastikowej skrzynce pod siedzeniem
- niską kierownicą
- Od roku 1984 zmiana widelca na wersję pozbawioną nakładki
- Około od roku 1986 zmiana mechanizmu blokowania otwarcia zawiasu na nakrętkę sześciokątną i pozbawiono go tzw. dźwigni
- brakiem malowanych obręczy

Przez lata rower doznawał wielu zmian, niestety z racji na sposób działania zakładów ciężko jest określić kiedy dokładnie były one wprowadzane. Podane lata są jedynie przybliżeniem na podstawie setek poznanych egzemplarzy:
1981 – Występujące praktycznie tylko w tym roku produkcji czarne nakładki widelca, wprowadzenie mechanizmu dzwonka z tworzywa sztucznego, osłona Dynama z tworzywa sztucznego, nowe rączki kierownicy z napisem Romet, nowy typ korby i pedałów, zawias otwierany za pomocą nakrętki zamiast dźwigni mimośrodowej, usunięcie lusterka, odblasków kół i hamulca przedniego jako wyposażenia podstawowego
1984/85 – Wprowadzenie nowych lampek (przednia czarna okrągła i prostokątna, tylna czarna), czarnej osłony łańcucha, nowego typu kół (niski rant) oraz błotników, Dynama z mechanizmem zapadkowym, siodełek Romet o bardziej zaokrąglonym profilu. Nowych typów korb i chwytów na kierownicę. W ramie zmieniono mocowanie pompki na jednoczęściowe oraz obniżono rurę obejmującą sztycę.
1987 – Wprowadzenie miesiąca produkcji w numeracji ramy

1990 – Nowy typ naklejek

1993 – Przeniesienie produkcji do Kowalewa Wielkopolskiego, zmiana naklejek, przywrócenie zawiasu otwieranego za pomocą dźwigni, późniejsze egzemplarze posiadały również inną osłonę łańcucha i siodełko
Wigry 4 (1979 – ~1981) – Model ten w stosunku do Wigry 3 wyposażono w przedni hamulec dociskowy oraz obręcze kół malowane na szaro

Wigry 5 (~1980 – ~1986) – Model ten w stosunku do Wigry 3 różnił się:
- kołami z obręczami aluminiowymi (nie we wszystkich egzemplarzach)
- montowaną na bagażniku chorągiewką tzw. „Ramieniem bezpieczeństwa”
- często występującym przedni hamulcem szczękowym

Wigry 6 (~1991) – Model ten w stosunku do Wigry wyróżniał się czerwonymi oponami Stomil. Jest to najrzadsza odmiana Wigry kierowana na polski rynek.
Wigry LUX – Wariacja głównie modelu Wigry 3 produkowana przez większość okresu produkcji w małej ilości, wyposażona podobnie jak eksportowe egzemplarze (nie zawsze).
Wigry starano się eksportować do wielu krajów świata. Mnogość wersji i roczników bardzo utrudnia określenie ram czasowych dla określonych wersji. Wyposażenie dodatkowe obejmowało m.in.: Metalizowane lakiery, Przerzutki wbudowane w piastę tylną (Shimano, Sturmey-Archer), Hamulce szczękowe z przodu i z tyłu. Wersje te posiadały wiele innych nazw, główne z nich to:

Universal – nazwa występująca na cały świat

Tyler – eksport do Stanów Zjednoczonych

Unidal – Eksport na Jugosławię
Trzeba pamiętać że większość egzemplarzy występujących pod takimi nazwami w Polsce to sztuki skierowane na tzw. eksport wewnętrzny z racji na niespełnienie przez nie kontroli jakości.

## Wyposażenie

### Seryjne
- koła o rozmiarze 20"
- opony o rozmiarze 20 × 1,75"
- przedni hamulec szczękowy
- lampka przednia i tylna zasilana dynamem
- bagażnik ze sprężyną
- błotniki aluminiowe
- dzwonek
- amortyzowane siodło z plastikową narzędziówką z kluczami(sprężynowe)
- podpórka zw. także nóżką
- pokrowiec do przewozu roweru w stanie złożonym
- pompka
- torebka na narzędzia ze sztucznej skóry zamiast plastikowej narzędziówki

### Dodatkowe
- lusterko wsteczne
- ramię bezpieczeństwa
- przyczepka do transportowania cięższych towarów
- przerzutka 3-biegowa w piaście
- hamulec tylny

## Zalety
- Wygodniejsza pozycja ciała rowerzysty podczas jazdy miejskiej niż pozycja na rowerze górskim.
- Niewielkie rozmiary w stanie gdy rower jest gotowy do jazdy.
- Możliwość złożenia na pół przydatna przy magazynowaniu i transportowaniu w samochodzie.
- Dobra odporność na awarie układu przekazującego napęd (dzięki jego prostej, jednobiegowej budowie).
- Wyposażenie w skuteczne błotniki.
- Wyposażenie w przydatny i wytrzymały bagażnik.
- Mocne obręcze kół, odporne na wygięcie (i jego efekt – tzw. „bicie” podczas jazdy).
- Stosunkowo lekka konstrukcja (dzięki tylko jednej rurze ramowej łączącej tył i przód roweru oraz dzięki małym kołom).
- Małe opory aerodynamiczne opon i małe opory toczenia (dzięki dużo gładszemu bieżnikowi opon niż w przypadku opon rowerów górskich).

## Wady
- W przypadku większych przeciążeń, składana rama posiadająca tylko jedną rurę ramową, nierzadko ulegała wygięciu i złamaniu tuż przy lub na zawiasie służącym do składania na pół.
- Wyłącznie jeden bieg, jedno przełożenie (tylko w wersji podstawowej) mechanizmu przenoszącego napęd.
- W przypadku jazdy w trudnym terenie (takim jak błotniste drogi, sypkie piaski lub trawy) dość wąskie opony, z małym bieżnikiem i koła o małej średnicy powodowały większe opory jazdy.

## Obecność w kulturze
Od 2019 roku w Wigierskim Parku Narodowym odbywa się rajd rowerami Wigry (organizatorzy dopuszczają też inne historyczne składane rowery) dookoła jeziora Wigry. W 2024 roku wydarzenie zgromadziło niemal 70 rowerzystów poruszających się tymi pojazdami.

## Galeria

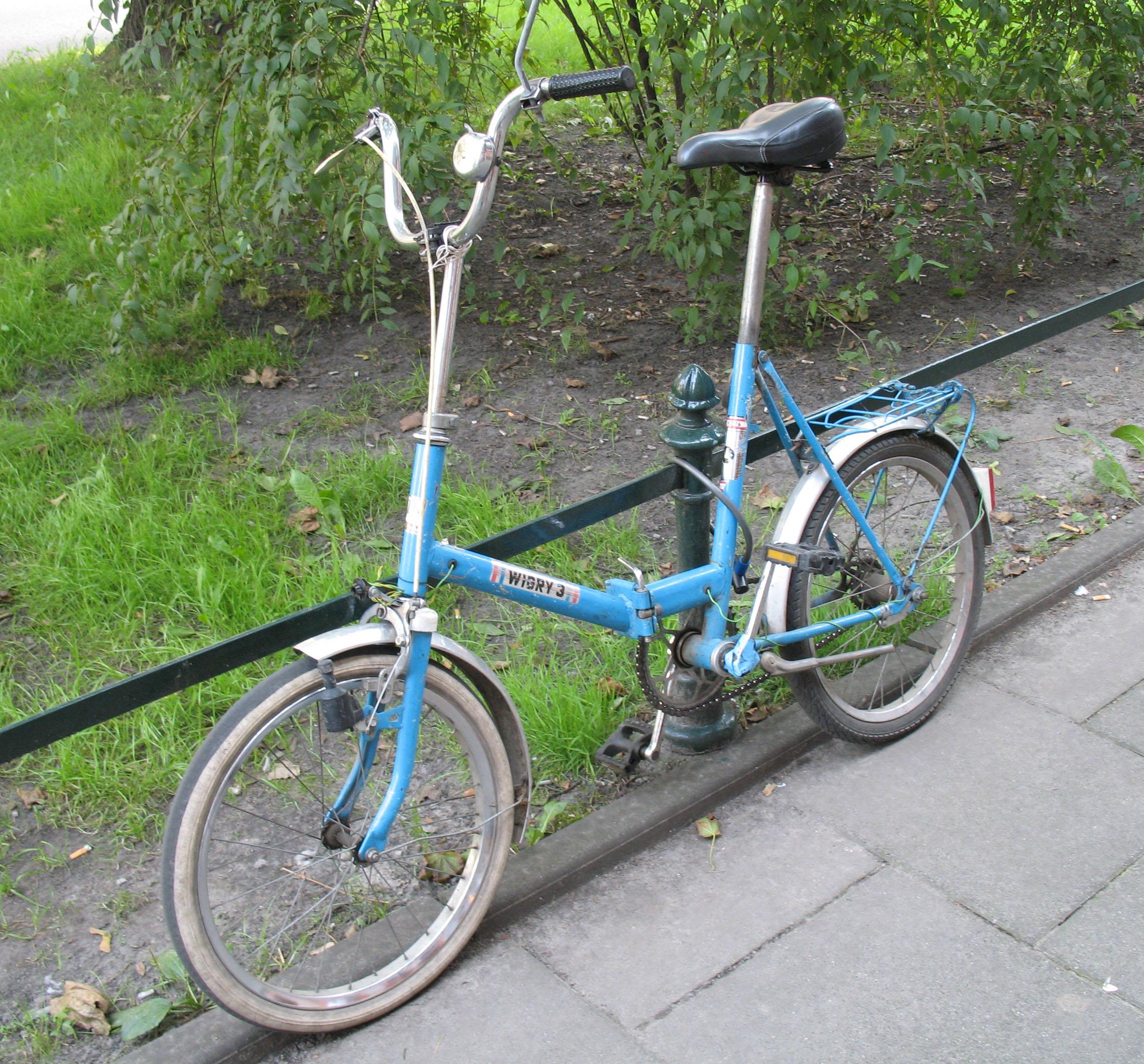
Romet Wigry 3
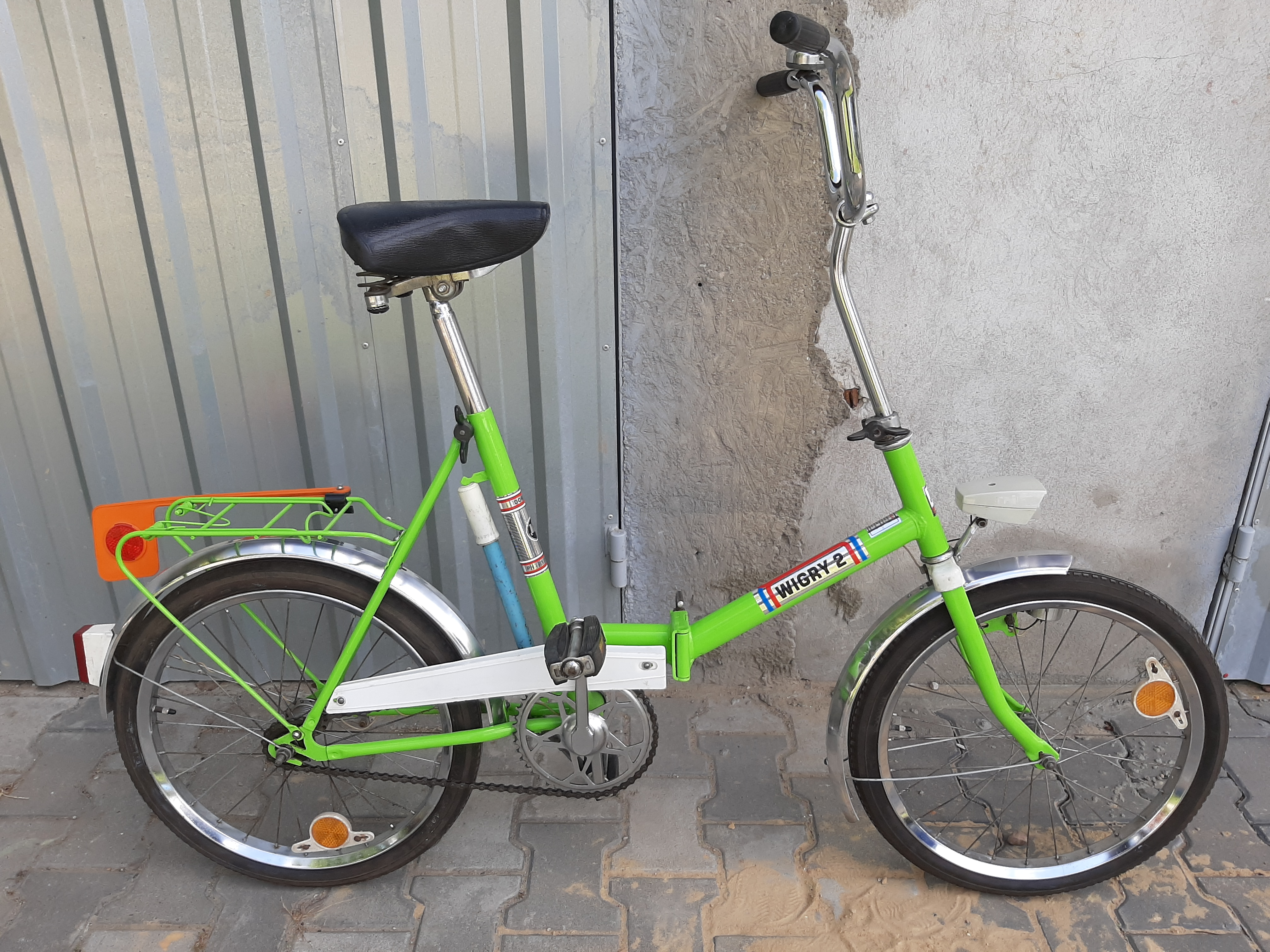
Romet Wigry 2
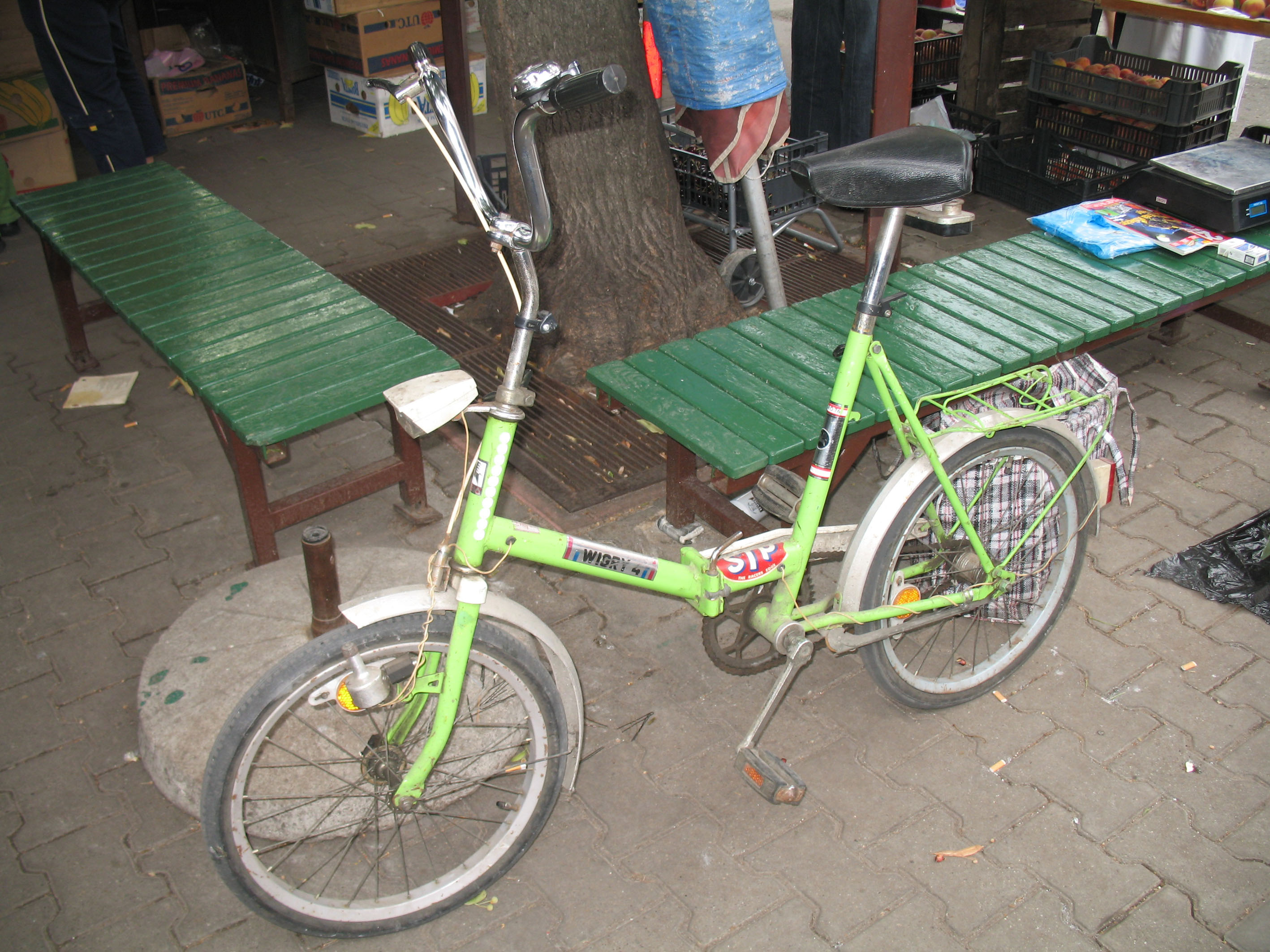
Romet Wigry 4
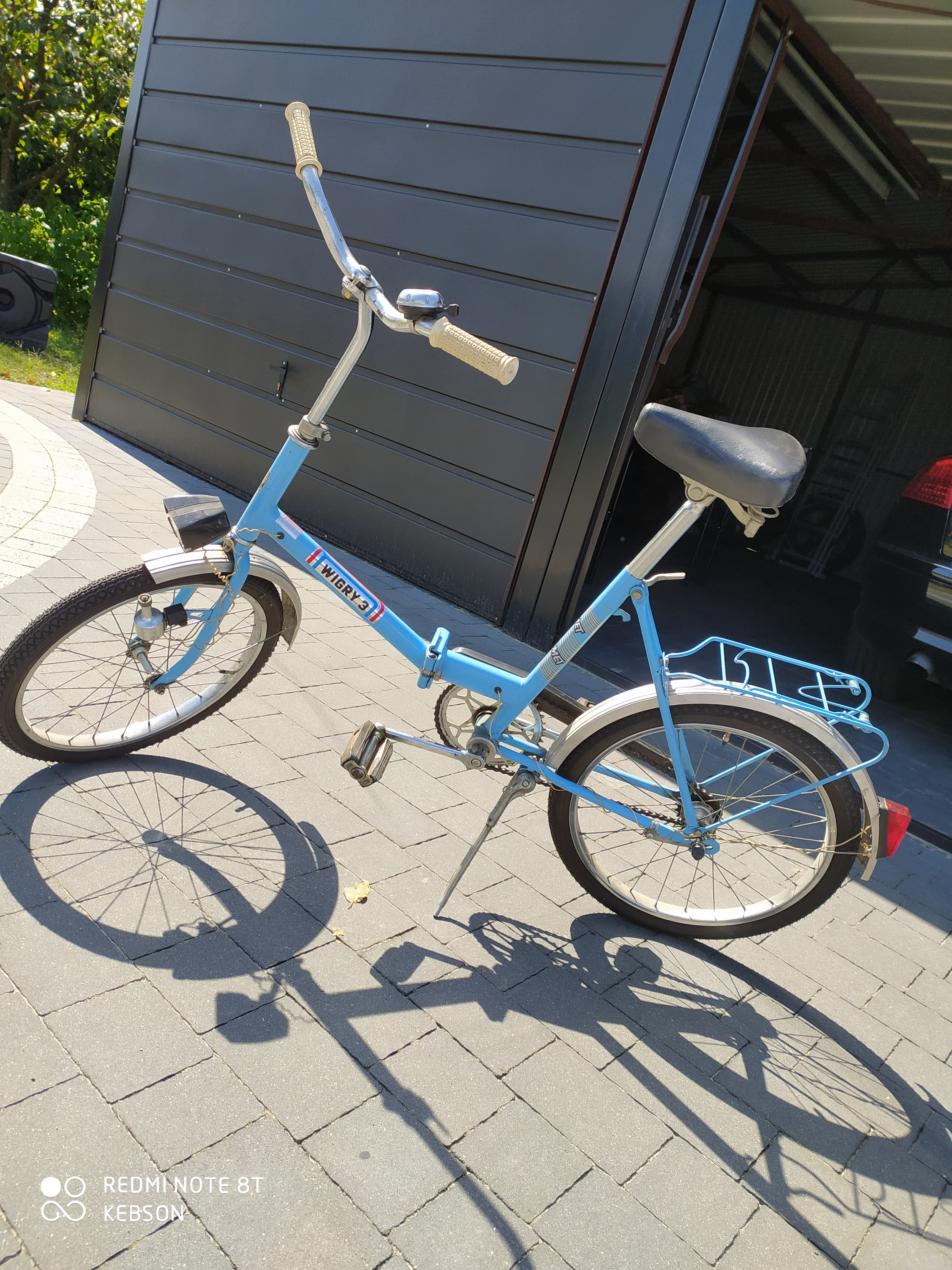
Romet Wigry 3 z 1990 r.
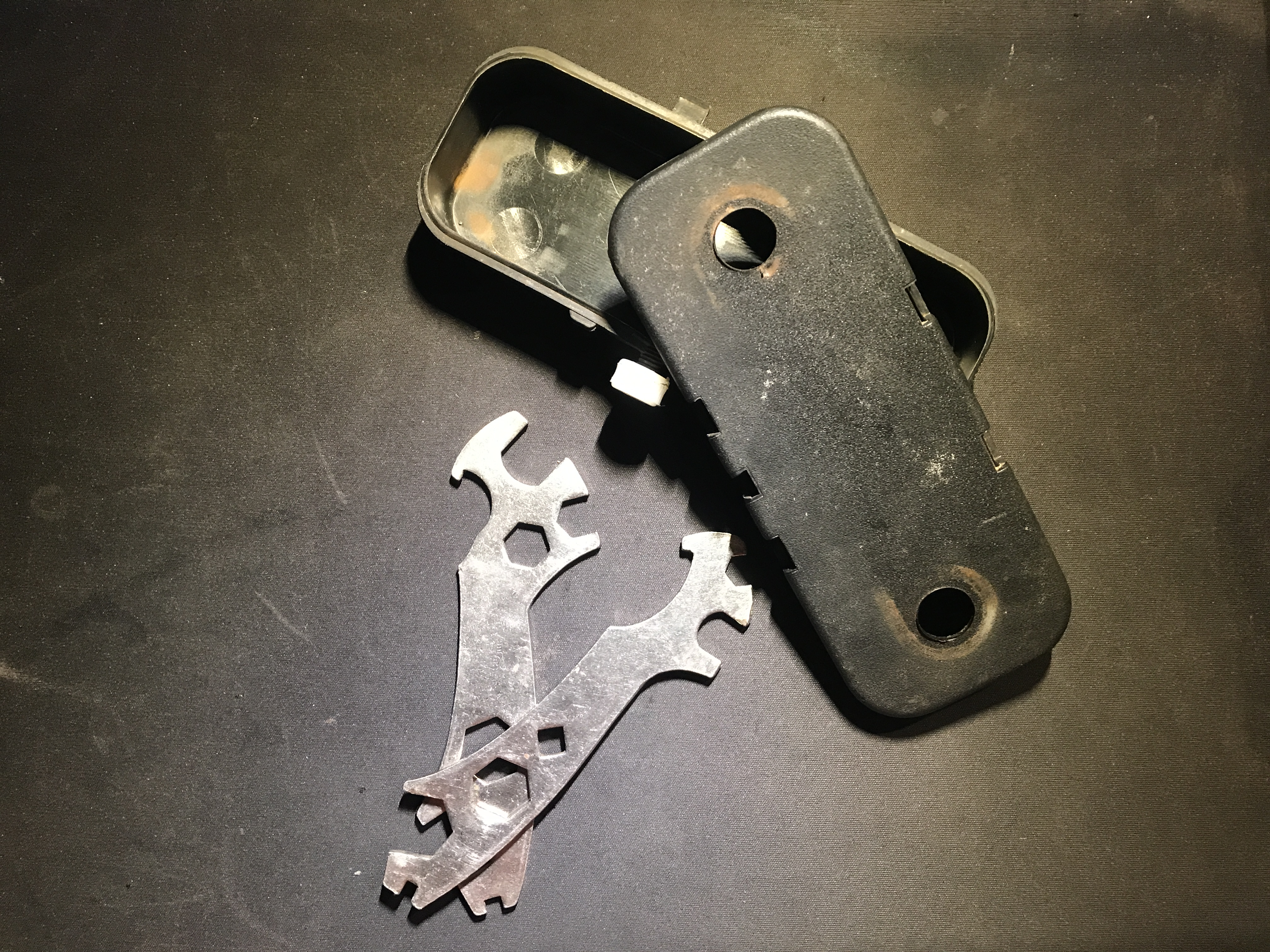
Narzędziówka wraz z kluczami